# 世界征服彼女
『世界征服彼女』（せかいせいふくかのじょ）は、日本のアダルトゲームブランドNavelより2010年12月24日に発売された18禁恋愛アドベンチャーゲーム。略称は「セカジョ」。2011年10月28日にはファンディスク『World Wide Love! 世界征服彼女 FanDisc』（ワールドワイドラブ せかいせいふくかのじょ ファンディスク）が発売された。

## 概要
Navelの第10作目となるが、スピンオフ作品などが多いため、オリジナル完全新作としては『SHUFFLE!』『Soul Link』『俺たちに翼はない』に続く第4作目となる。『俺たちに翼はない』シリーズでサブシナリオなどを務めた東ノ助が初めて企画・脚本を担当した。
2009年12月26日発売の『電撃G's magazine』および『DENGEKI HIME』（ともにアスキー・メディアワークス）2010年2月号にてタイトル、情報が公開された。そして2010年1月7日、『俺たちに翼はない アフターストーリー』とともに公式HPがオープンした。『PUSH!!』2010年9月号では、闇野夢子と冬野桜子が表紙を飾っている。
2010年9月11日、キャラクターデザイン・原画を担当する西又葵より、発売日が12月17日に決定したと報告され、NavelのHPでも9月13日に情報が解禁された。その後クオリティアップのために1週間延期され、12月24日にLimited Editionが発売された。
2011年10月28日、『World Wide Love! 世界征服彼女 FanDisc』（後述）および本編のStandard Editionが同時発売された。
2025年5月22日には、家庭用ゲーム機向けとしてNintendo Switch版が発売。

## ストーリー
日本で一番高い山が見え、歴史あふれる城下町、小河原市（おがわらし）。そこに住む主人公・服部征人の隣人かつ幼なじみの闇野夢子が1年前に作ったのは、幼少の頃からの夢であった世界征服を実現させるための超巨大ロボット兵器、「世界征服兵器ゴッドリーム」。闇野家の庭に鎮座するそれに全世界中が驚愕し、なんとか対策を練ろうと連日国際会議を開くも、夢子の世界征服を阻止することは不可能という結論に達するばかり。しかし当の夢子自身は、何らかの危害を受けた場合の反撃以外では自発的に世界へ攻撃することはなく、1年間は小康状態が保たれていた。
そんなある日、突然の全世界中継で夢子が「きりがいいので、年明け早々に世界征服します。ちなみにマジです」と宣言する。幼なじみの発言に、征人の最大の願望である『平凡な日常』が崩れ始める。
夢子がなぜロボットを作ったのか、なぜ突然に世界征服を宣言したのか、その理由に征人は気付いていない。本人の意思とは無関係に騒がしくなる身辺。世界に残された時間はあと1ヶ月。

## 登場人物
女性キャラは、アルメンドラを除き名前の語尾に「子」がつく。

### 主人公
服部 征人（はっとり ゆきと）
声：なし（幼年時代：百合華）
主人公。湘西学園2年生。共働きの両親との3人暮らし。自宅は小河原駅から自転車で10分ほどの位置にある。
ズボラで、現状維持最優先というダメ人間。流されるままに生き、平和に過ごすことを望んでいる事なかれ主義者だが、幼少期は進んでヒーローごっこをするような熱い性格だった。喋り方に少年漫画的なところがある。
幼少期から周囲にいじめられていた夢子をかばい、夢子とだけ遊んでいたため、人の輪に加わることが苦手。自分自身を「コミュニケーション不全」と称し、友人もほとんどいない。「凄ぇ」が口癖。本人曰く、「馬鹿だから一度に二つの事が考えられない」。

### メインヒロイン
闇野 夢子（やみの ゆめこ）
声：籐野らん
テーマソング「Yu」
誕生日：1月30日 血液型：AB型 身長：162cm 体重：48kg 3サイズ：85/58/84
征人の幼なじみでクラスメート。IQ規格外の頭脳を持つ超天才かつマッド・サイエンティスト。「世界征服兵器ゴッドリーム」（通称ゴーくん）の製作者で暫定世界征服者。赤くて長い髪をアップにし、左右に作った輪っかが特徴的な美少女。
征人とは生まれた病院から通っている学校まで同じで、家も隣同士。ほぼ毎日征人を起こしに来て、征人の母親と一緒に朝食を作っている。征人のことは「ゆーくん」と呼び、幼い頃から征人に恋心を抱いているが、征人自身は全く気付いていない。
幼いころから発明品を作っていたせいで周囲からいじめられ、かばって遊んでくれたのは征人だけだったこともあり、友人はほとんどいない。そのため、征人や征人とつながりのある人物に嫌われることを恐れており、特に征人に対しては日頃から気遣いを欠かさず、どんな理不尽な要求でも呑んでしまう。しかし、自分に関係のない人物に対しては尊大な態度を取る外弁慶である。驚くと「み゛ゃああああ」という奇声を発し、焦り出すと体を震わせ早口になる。征人とは男子のようなノリで会話するが、下ネタは苦手。
父親の征義（声：我妻鉄生）、祖父の忠義（声：南武哲義）は、とある国にある大企業の開発室に務めるマッド・サイエンティスト。母親の愛理（声：水野かっぱ）は世界で十指に入るほどの売れっ子弁護士で、夢子が裁かれるようならその国を相手に訴えるというほど娘を溺愛している。家族は年に一度ぐらいしか帰らず、普段は家政婦の下山と暮らしている。家では愛理が一番権力が強く収入も多いため、征義も忠義も逆らえない。征義と忠義は二人の技術を合わせても、科学力で夢子より劣っている。しかし、ロボット製作に関する概念だけは同レベル。
世界征服兵器を作ったため、夢子が世界各国から狙われることもあるが、自身が製作したオートプロテクションにより核程度の攻撃なら無効化することが可能。さらに宇宙へ飛ばした衛星により暗殺者の国籍を特定することが可能であるため、夢子を攻撃することはすべての国の法律で禁じられている。攻撃した場合はゴーくんを使用した報復があり、建造物を逆さまにされる、山を一つ破壊される、半島を真っ二つにされる、八つ当たりでビルを破壊されるなどの被害を被った国もある。夢子の携帯電話にはホワイトハウス（登録名は「白い家」）や、各国の領事館など重要個所の番号が登録されており、時には警告することもある。
好きな花はチューリップであり、ベランダにあるプランターに年中咲いていられるようにするほど。理由は、幼少期に征人と遊んだ「ハナレンジャー」ごっこの役柄がチューリップピンクだったから（主人公の役は主役であるラフレシアン レッド）である。オープニングムービーでもチューリップの花が効果的に使われている。
ファンディスクでは苦手だった団体行動が少し改善され、全校でのスキー旅行を楽しみにしている。
冬野 桜子（とうの さくらこ）
声：小遊鳥アキラ
テーマソング「Cherry blossom in the winter」
誕生日：3月14日 血液型：O型 身長：156cm 体重：46kg 3サイズ：81/59/82
征人、夢子のクラスメートでクラス委員長。征人たちとは前の学校からの付き合い。サイドの一部を三つ編みにし、猫のバッグを持ち歩いている。
誰にでも笑顔で隔てなく接することができる人物で、夢子の数少ない友人。征人とは、前の学校で一度だけデートしたことがあるが、それ以上の進展はなかった。実は征人のことが好きだが、夢子のことも好きであり、夢子が征人のことを好きだと気付いているため、「恋愛は後だし禁止」であると、現在の関係のままでいることを望んでいる。
爬虫類以外の動物が大好きで、ペットショップや動物園によく通っている。可愛い動物を前にすると夢中になりすぎ、他のものが見えなくなってしまう。アルバイト先もペットショップだが、桜子のことが好きな店長（♀）によって猫耳メイドの格好をさせられている。触れ合える動物は特に大好きで、前の学校では征人とともに飼育係を務め、大型犬を可愛がっていた。
父親は飛行機のパイロット。長期休みは海外で過ごしている。
普段はおとなしいが、ファンディスクではかなり大胆な一面も見せている。
『ネブ*プラス』「同棲バッキー」では、椿子と付き合っていることを知りながらも、「恋愛は後だし禁止」という自らの考えを曲げ、征人に自分の想いを告げている。
花之宮 亜子（はなのみや あこ）
声：五行なずな
テーマソング「亜子行進曲（西）」「亜子行進曲（東）」
誕生日：11月29日 血液型：A型 身長：158cm 体重：42kg 3サイズ：82/54/80
黒く長い髪が特徴の大和撫子。旧華族で由緒正しい家柄である花之宮家の長女。旧華族のお嬢様の代表として、マスコミへの露出も多い。
夢子の世界征服を止めるべく、一貫教育で有名な名門校である神宮女学院から征人のクラスに転校してきた。そのため、今でも女学院の黒いセーラー服を着ている。実家は西の方にある古の都。があったところにあり、現在はアルメンドラとともにマンションに住んでいる。
お嬢様学校で育ってきたため、一般庶民との感覚にずれがあり、世間知らずなところもある。考え方も古く、パンを穣餅（じょうべい）と呼ぶなど歴史を感じさせる古風な喋り方をする。転校する前はお嬢様学校だったため友人と呼べる友人もいなく、学校帰りの寄り道などもできなかったことから、征人たちと知り合えて良かったと思っている。渾名は「亜子様」。本人は不服だが、お嬢様たる雰囲気からその呼び方が定着したと聞かされ断念した。
転校挨拶でいきなり戦尽訓を高らかに叫ぶなど、愛国精神が非常に強い。古の大和魂を尊び、男は侍たるべし、という考えの持ち主。小河原市へ来てからは、休日に駅前に黒塗りの街宣車もしくは選挙カーで乗り付け、街頭演説でマイクを持つこともある。剣道が得意で、情けない男子を見ると「歯を食いしばれ！」と叫び竹刀を振るう。勉強面では現代文や古典など日本に関するものには秀でているものの、化学や英語に関しては、「日本国民は日本語だけ学べばいい」というほど興味がなく嫌っている。
幼少期より厳しく育てられたため、父の具晴（ともはる）からの命令には逆らえない。そのため、結婚相手を自ら選ぶことも許されず、選んだ家へと嫁げと言われる。母の妃子（ひかりこ）も花之宮家に嫁いできたため、それが幸せだと考えている。
夢子の世界征服を止められたことを報告がてら、征人ら友人たちを実家へ連れて来るが、具晴に「世界征服を目論む輩と友人となってどうする」など言われて勘当されて実家を出ていき、夢子の家（亜子ルートでは征人の家）に住むこととなる。
妹の良子（よしこ）には、かなり甘々なシスコンぶりを発揮する。
ファンディスクでは征人の人柄に惚れた具晴が良子を征人の嫁にと画策していることを知り、良子の心配をしつつも焼きもちを妬くなど普通の少女らしい姿を見せるようになった。
棟本 椿子（むねもと つばきこ）
声：森谷実園
テーマソング「Girl's song」
誕生日：2月8日 血液型：A型 身長：145cm 体重：40kg 3サイズ：92/56/82
湘西学園1年生で、征人たちの一学年後輩。サイドポニーにした青い髪と巨乳が特徴の美少女。
極度の男性嫌いであり、百合娘。しかし夢子のことが好きになったため、あえて女子校から共学の湘西学園へ入学し、早々にラブレターを送った後は常につきまとい、事あるごとにアプローチしている。夢子は対応に困っているが、椿子自身は気にしていない。
夢子といつも一緒にいる征人のことは男性の中でも特に嫌悪しており、会うたびに罵詈雑言を浴びせている。しかし征人と夢子はいつも一緒にいるため、仕方なく征人とは会話を交わしている。
幼い頃は男子と分け隔てなく付き合っていたが、小学校でのある出来事をきっかけに、男の子からいじめを受けるようになる。共学である他県の学校へ進学したが、小学校の同級生と先輩の会話が決定的となり、男性を嫌うようになった。そして女子校へ転校する。
学園では同じ男嫌いである里子に相談をしているが、里子自身は椿子が真の百合ではなく、さらに恋愛に興味を持っている周囲の女子と変わらないが、男嫌いで臆病になっているだけのことを見抜いている。
家は、駅前のショッピングモール にあるケーキ屋「La fille du camelia」（「椿の子」の意）である。両親との3人暮らし。名前の由来は店の名前から。
ファンディスクでは征人とのラブラブっぷりを姫子に頬を染めながら報告し、からかわれたりと幸せいっぱいの素顔を見せる。男嫌い自体は変わらないが、征人の唯一の友人である百式とだけは何とか会話を交わしている。
NavelのHP内で2011年11月18日-25日に投票が行われた、好きなNavelキャラクター（ただし、西又葵デザインキャラクターのみで、ネリネや『Soul Link』などの鈴平ひろデザインキャラクターは入っていない）をタイトルごとに1名投票する『NAG選抜総選挙2012』では、『世界征服彼女』部門1位（総合2位）に選ばれた。『ネブ*プラス』「同棲バッキー」では、大学入学を決めた征人と同棲を始めている。
古奈 菜子（こな なこ）
声：澤田なつ
テーマソング「スキマアカリ」
誕生日：8月15日 血液型：B型 身長：150cm 体重：45kg 3サイズ：80/54/82
一ヶ月前に征人のクラスへ転校してきた不思議系の美少女。無口かつ無表情で、必要最小限しかしゃべらない。マンションに一人暮らし。ミステリアスで謎が多いが、スーパーの安売りを利用するなど庶民的な面もある。オシャレに興味がなく、制服以外で持っているのはジャージのみ。動きやすい格好らしく、本人曰く「ジャージ最高」。
毎日毎食食べるほどのカレーライス好き。レトルトも食べるが、料理は得意。材料でもある香辛料のことやオリジナルカレーの作り方を勉強している。
正体は陸上国防隊（現実世界の陸上自衛隊）情報科秘密捜査官であり、夢子を監視するためにおくられてきた。そのため、ことあるごとに夢子を気にかけており、征人にも夢子の話を聞くために接触する。
元々は捨て子で、冬の公園に捨てられていた所を八十島の前任者である秘密捜査官の長官が拾い育てたが、赤ん坊の頃から自分と任務に忠実なようにと育てたため、感情のない人形のような現在の性格が形成されてしまった。菜子の義務教育が終わる頃には事態が発覚して前任者は懲戒免職を経て服役することとなり、後任の八十島が引き取ることになった。しかし行くあてもなく、そのまま国防隊に所属して現在に至る。
集団と交わる生活が不足で、他人と比べることもほとんどなかったため、羞恥心が欠落しており、異性に着替えなどを見られても何とも思わない。しかし征人達と関わるようになってからは、淡々と行っていた事務報告に学園の話が加わるようになり、徐々に感情が芽生えつつある。
花之宮 良子（はなのみや よしこ）
声：逢うみ
誕生日：3月3日 血液型：O型 身長：152cm 体重：43kg 3サイズ：74/54/78
亜子の妹。神宮女学院付属3年。おっとりとした喋り方をする、世間の汚れを知らない美少女。周りからは花や蝶よと愛されて育っており、亜子もかなり弱い。実は頑固で、一度決めたことは曲げない性格でもある。家のしきたりで異性に肌を見られたときは、剃髪して尼になることにも躊躇がないほど。亜子と同様、一般庶民との感覚にずれがあり、世間知らずなところもあるが、亜子ほど頑ななところはなく、英語なども普通に受け入れている。成績は全科目優秀で、模試では偏差値70以上を連発している。
亜子から色々と、そして美化された状態を聞かされたため、征人のことを「私の在五中将様」と憧れている。
『電撃G's magazine』上でデザインが募集され、2010年7月号に採用案が掲載された。
ファンディスク『World Wide Love!』では攻略ヒロインに昇格する。征人に一目惚れ状態で、征人の言うことには忠実。尼になることを避けるため、具晴の提案で婚約者になったことを喜んでいる。

### サブキャラクター
矢式 百春（やしき ももはる）
声：泉菊之助
誕生日：3月30日 血液型：O型 身長：178cm 体重：65kg
征人、夢子たちのクラスメート。征人たちとは前の学校からの付き合いであり、征人にとってはたった一人の男の友人である変人。あだ名は「百式」。自宅は蕎麦屋で、毎年大晦日には征人にバイトに入ってもらっている。
長身、ハンサム、クォーターと揃っているため、先輩後輩問わず女性人気は高いが、常に征人のそばにいて、さらに夢子が一緒にいたため、ほとんど声を掛けられることはなく、たまに特攻する人がいても玉砕していた。かつては夢子のことが好きで、告白するも断られた経験を持つ。その相手である征人のことを観察して近づくようになってから、現在の友人関係を築くようになった。女性についてはほとんど興味がない。
将来の夢は歌舞伎役者であり、そのせいで感情の起伏が乏しく、芝居がかった喋り方をする。知り合いに歌舞伎役者がおり、時々稽古をつけてもらっている。

アルメンドラ
声：大花どん
誕生日：11月1日 血液型：AB型 身長：172cm 体重：52kg 3サイズ：85/59/82
亜子のお世話役兼護衛係。通称メル。25歳。幼少の頃から花之宮家で育てられてきた。純粋な日本人であり、本名は杉村近衛（すぎむら このえ）。口調こそ丁寧だが、内容は辛辣。武器は懐に隠した薙刀。
女性闘牛士を目指してイベリア的な半島へ行ったが挫折し、再び花之宮家に仕えるようになった。それ以来、日本の名前を捨てている。
学園3年の時は亜子の護衛団を作る目的で関西のレディースでトップを張り、全国を制覇しようとしていた。当時の異名は「血の池地獄の紅夜叉(ちのいけじごくのべにやしゃ)」。里子は当時のライバル。現在は一般人と変わらないように振舞っているが、許可が出ると里子同様の喋り方になる。征人が相手だと言葉がかなり汚くなる。通学時にはトヨタ・センチュリー（二代目）で亜子を送迎している。
亜子が勘当されると良子の付き人となるも、亜子のことが心配で仕方ない。良子と学園に行っては隠れて監視している。
ファンディスクでは良子ルートのアナザーストーリーでHシーン、専用のエンディングが用意されている。
山野 希乃子（やまの きのこ）
声：遠野そよぎ
誕生日：9月30日 血液型：B型 身長：155cm 体重：48kg 3サイズ：88/60/89
征人たちの1年の時からのクラス担任。26歳独身で担当は現代国語。生徒からはきのこちゃんと呼ばれて慕われている。実はお菓子会社社長の令嬢でいつも机にはお菓子があり、征人が冗談で「先生の机にあるお菓子を全部ください」と言ったところ、「服部君の机に入りきらないから無理」との発言からかなりの量があると推測される。現在は自動車免許取得のために自動車学校に通っているが、あまり上手とは言えず教官を助手席に乗せたままギアを入れ間違え、教習車をぶつけてしまったりしている。その後仮免許に合格し、里子の愛車で往人と共に、峠にドライブに向かった結果、3回に渡って電柱に衝突、縦列駐車も満足に出来ないという悲惨な状況だった。
正確も器量もよく、男性からの人気は高かったが、幼なじみの里子が出会いの芽をすべて潰しているため、男性とつきあった経験がない。
初めてクラス担任となり、意欲に燃えていたが、クラス生徒である夢子が世界征服宣言をしたことから気落ちし、教育委員会からいつ呼び出しを食らうかと憂鬱な毎日を過ごしている。しかし教師を続けることはあきらめていない。バッドエンドでは女性中心の世界となり学園の学園長を務めるも、あまりの忙しさに翻弄されている。
名前の元ネタは「きのこの山」から。
『電撃G's magazine』上でデザインが募集され、2010年7月号に教師ver.と私服ver.の採用案が掲載された。
竹野 里子（たけの さとこ）
声：青山ゆかり
誕生日：9月14日 血液型：O型 身長：167cm 体重：55kg 3サイズ：86/61/85
征人たちのクラスの副担任。担当は英語。真性のレズビアンで、幼なじみである希乃子に10年間片想い中。多くの女の子に手を付けているが、希乃子のために処女は守っている。見た目通りの元ヤンキーで、喋り方もそのまま。しかし処分されないのは、学園七不思議の一つ。希乃子には「さっちゃん」と呼ばれる。
現役時代は関東レディースの総長であり、紫の特攻服を着て、「喧嘩狂いの鬼紫母神（けんかぐるいのきしぼじん）」との異名を取っていた。アルメンドラとは当時のライバル。
名前の元ネタは「たけのこの里」から。
伊勢 新十郎（いせ しんじゅうろう）
声：所たかし
誕生日：5月23日 血液型：A型 身長：172cm 体重：63kg
湘西学園の学園長。半年前に赴任した初老の人物。毎朝校門の前で生徒に挨拶をしている。夢子に挨拶すると共に世界征服を諦めるように言葉をかけるが、いつも無駄に終わっている。なお前の学園長は、夢子が世界征服を宣言したせいで辞任している。
正体は首相の北条雲十郎。付け髭で顔を隠していた。学園長をしていたのは各国の抗議から逃げる為である。
棟本 姫子（むねもと ひめこ）
声：木村あやか
誕生日：5月15日 血液型：A型 身長：151cm 体重：43kg 3サイズ：93/60/86
椿子の母親。夫と共にケーキ屋「La fille du camelia」を営んでいる。
見た目は20代前半のロリ巨乳。言動も幼く、椿子と並ぶと姉妹のように見える。椿子のことは「バッキー」と呼んで可愛がっている。
男嫌いの椿子と会話をしてくれる征人に感謝をしており、かつ娘をあげてもいいと思っている。
夫とは今でもラブラブで、ファンディスクでは夫とのHシーンが登場する。夢子の発明品が誤って起動し、意識だけが姫子の夫に乗り移ってしまった征人は、いつもと違う姫子の激しい姿に驚いてしまう。
『ネブ*プラス』「同棲バッキー」では、新たに妊娠した。
八十島 虎鮫（やそしま こさめ）
声：ビッグバン平太
誕生日：5月3日 血液型：B型 身長：193cm 体重：95kg
世界征服対策本部長。陸上国防隊第一師団（現実世界の陸上自衛隊における第一師団に相当）の一佐。40歳独身。
前任者の不祥事から菜子の面倒を見ているが、菜子のことをかなり溺愛しており、恋人や嫁と呼称しているものの、本人からは冷静に否定されている。夢子を監視するにあたり菜子を選んだ本人でもあるが、選んだ理由が菜子の制服姿が見たいからという理由から。30分に1度はメールがくるというストーカー並のしつこさを見せ、本人は「菜子のことをそれほど心配しているからこそ」と力説しているが、菜子からはそれを「身内の恥」とされている。奈子絡みのことで激昂すると拳銃を取り出す危ない一面もある。
立花さん
地元警察の少年課に所属する警察官。里子がレディースの現役だった頃にお世話になった人物。見た目は厳ついが気さくな性格。里子には「バナさん」の愛称で呼ばれている。唯一里子が大人しくなる人物。

### その他
世界征服兵器ゴッドリーム
夢子が約1年前、世界を征服するために製作した超巨大ロボット兵器。通称ゴーくん。モデルは子供の頃にやっていた『花粉戦隊ハナレンジャー』の合体ロボ「アレルゲイナー」。秒速約1万mの速さで飛ぶミサイルなどの武器を備えており、山一つを崩壊させることや半島を真っ二つにできるパワーを持つ。普段は闇野家の庭先に置かれているが、夢子の命令一つで自身及び夢子を攻撃した国に報復することが可能。現時点で世界の最大の脅威の一つ。
真聡
声：籐野らん
Navel作品には必ず登場する、しましまパンツが大好きな謎の少年。いつもはスカートをめくるが、今回は菜子のズボンを引きずり下ろし、しましまパンツを鑑賞していた。
ファンディスクでも登場し、再び菜子のズボンを引きずりおろそうとするが、征人の機転により防がれ、虎鮫のしましまパンツを見てしまう羽目に遭う。

## スタッフ
- 制作：Navel
- 企画・脚本：東ノ助
- キャラクターデザイン・原画：西又葵
- 音楽：アッチョリケ
- BGM：野中“まさ”雄一、景家淳、MSJ、田辺トシノ、ウエダコウジロウ
- CG彩色監修：斉藤陽子
- CG：斉藤陽子、たけぽん、真希、ゆう、依織、まぐぅ
- 背景美術：灯色、コタロー
- システムグラフィック：まぐぅ
- メカニックデザイン：森木靖泰
- オープニングムービー：feat.works

## 主題歌
- オープニングテーマ「guru∞guru」
  - 歌：YURIA、作詞：国防隊、作曲：アッチョリケ、編曲：田辺トシノ
- 挿入歌「約束カガク」
  - 歌：jina、作詞：国防隊、作曲：アッチョリケ、編曲：田辺トシノ
- エンディングテーマ「For my dearest」
  - 歌：美郷あき、作詞：国防隊、作曲：アッチョリケ、編曲：田辺トシノ
- エンディングテーマ「DDT（Dreamin' Drug Time）」
  - 歌：櫻衣はる、作詞：国防隊、作曲：アッチョリケ、編曲：斎藤悠弥

## ゲームシステム
ゲームは11月30日よりスタート。複数の選択肢の結果、一番好感度が高いヒロインとクリスマス・イブを過ごすことができ、ルートが確定する。ルートが確定すると、ウインドウタイプとシステムボイスが、そのルートのヒロイン仕様に変化する。システムボイスは、椿子のみ2パターンある。なお仕様は、一度ヒロインとのエピローグを見た以降はいつでも変えることができる。12月24日以降も選択肢が続き、その結果によってエピローグが2つに分かれる。5人のヒロインのルートを見終わると、新たに「restart」が現れ、最後のルートが解放される。このルートも、選択肢によってエピローグが2つに分かれる。

## ファンディスク
2011年10月28日に『World Wide Love! 世界征服彼女ファンディスク』Limited Editionが発売された。メインヒロイン5人の後日談が収録されている。また、花之宮良子が攻略ヒロインに昇格し、専用ルートが作られた。なおゲームロゴではFanDiscと英語表記になっているが、Navelのホームページではすべてカタカナ表記となっているため、ここではそれに準じる。
スタッフは本編と同じである。Limited Editionには、『世界征服彼女ビジュアルファンブック』が特典として付けられた。

### ストーリー（FD）
夢子After
夢子とラブラブの関係になった征人だが、亜子が夢子と同居しているため、24時間中イチャイチャすることはできない。それでも、夢子の周りに友人が増えた毎日が過ごせることを喜ぶ征人だった。2月に入り、学校全体のスキー旅行が近づいてきた。男女3人ずつの班を組むこととなり、征人・矢式・夢子・亜子・菜子・我妻（声：我妻鉄生）が集まる。そして班長に選ばれた夢子は張り切ると同時に、過去の体験から今までできなかった団体行動ができることを楽しみにしていた。
桜子After
征人は桜子とイチャラブな関係となり、そして級友に囲まれ恋と勉強の毎日を過ごしていた。亜子や菜子、それに夢子がいないことを寂しく思いつつも、今までできなかった普通の学校生活ができて喜ぶ征人だった。3月のテスト期間中、小河原市にも猫カフェができたことを桜子から聞かされた。大の動物好きである桜子を、そんなところへ連れて行ったらどうなることか。しかし、ホワイトデーのプレゼントとして連れて行くべきか。迷う征人だった。
亜子After
花之宮家からの勘当が解かれ、元のマンションへ戻った亜子。しかし亜子は毎日征人を起こしに来て、休日は家事を手伝っている。亜子の性格に引きずられ、少しずつ生活態度も改まる征人だった。ところが、亜子の妹である良子が湘西学園を受験することとなり、征人たちは戸惑う。それは亜子が勘当を解かれた日、征人のことを気に入った父・具晴は、亜子が花之宮家を継ぐ以上、服部家を継ぐ征人と縁戚関係を結ぶために良子を嫁にやると発した言葉が発端であった。どうにかして神宮女学院へ進学させたい征人たちだったが、良子の決心は非常に固かった。
椿子After
母・姫子への紹介も無事に終わり、征人との恋に一直線な椿子。今まで相談に乗ってもらっていた百合掲示板に、恋人ができたことを報告したが、それが今まで話していた夢子のことではなく、男の恋人だったことを知った皆から糾弾され、ついにオフ会を開いて住人と直接会うことになった。
菜子After
今まで通り学校へ通い、征人と付き合う菜子。そんな菜子はある日、父親へ会うことを決意したと征人に話す。虎鮫のことかと思ったら、それは菜子を人形のように育て、現在は刑務所にいる男のことだった。心配する征人だったが……。
良子Story
夢子が世界征服をやめた後の1月。宿泊に誘われた亜子の実家で、征人は亜子の妹・良子の着替えを偶然見てしまう。花之宮家の仕来りで尼になることを決意した良子であったが、見られた男が実は憧れの征人であったことを知る。さらに父・具晴の提案で征人の婚約者となり大喜び。良子を尼にしたくはなかった征人はその婚約を受けいれる。亜子が住んでいたマンションに住み始めた良子は、すぐに帰るだろうという周囲の思惑とは裏腹に、どんどん征人のことを好きになっていく。

### ゲームシステム（FD）
最初に選択できるのは桜子、亜子、椿子、菜子の4人。全員のルートを見終わると、夢子、良子のルートが解放される。全てのルートに選択肢が存在し、CGをコンプリートするためには、全て選ぶ必要がある。

### 主題歌（FD）
- オープニングテーマ「CANDY CANDY」
  - 歌：YURIA、作詞：国防隊、作曲：アッチョリケ、編曲：田辺トシノ
- 良子ルート エンディングテーマ「For my dearest」
  - 歌：美郷あき、作詞：国防隊、作曲：アッチョリケ、編曲：田辺トシノ
- エンディングテーマ「約束カガク」
  - 歌：jina、作詞：国防隊、作曲：アッチョリケ、編曲：田辺トシノ

## 音楽CD
- 『guru∞guru』
  - ランティスより2010年12月22日発売。
  - c/wに「約束カガク」を収録。ジャケットは夢子。
- 『世界征服彼女 オリジナルサウンドトラック』
  - ランティスより2011年4月27日発売。
  - 使用楽曲4曲とBGMを収録。ジャケットはメインヒロイン5人。

## キャラクター人気投票
公式サイト内で開催。
『世界征服彼女』キャラクター人気投票
発売前の2010年10月8日から10月22日までメインヒロイン5人を対象に実施され、11月8日に結果が発表された。投票時に寄せられたコメントの一部に対し、各ヒロインが返事をするという趣向が取られたが、花之宮亜子はその多くを長文で返信しようとするため、字数制限で省略され続けるというネタが繰り広げられた。亜子の声を担当した五行なずなは、前作『俺たちに翼はない』で担当した玉泉日和子ネタも絡めて投票を続けた。他にLime所属の羽純りお、初回特典のイラストコレクションで亜子を描いたみやま零も亜子に投票している。
投票結果の第1位は椿子。以下、亜子、菜子、桜子、夢子の順。1位特典として、西又葵による描き下ろし記念壁紙が掲載された。
『世界征服彼女』第2回キャラクター人気投票
発売後の2011年1月14日から1月28日まで全キャラクターを対象に実施され、2月11日に結果が発表された。人気投票に向けての一言コメントと、投票時に寄せられたコメントの一部に対し、各ヒロインが返事をするという趣向が取られたが、花之宮亜子は今回もその多くを長文で返信しようとするため、字数制限で省略され続けるというネタが繰り広げられた。夢子の父親（声：我妻鉄生）は夢子に、亜子の声を担当した五行なずなは亜子に投票している。
投票結果の第1位は前回に続き椿子。以下、夢子、桜子、亜子、菜子と続いた。

## その他
舞台は小田原市をモデルにしている。首相の名字は北条である。
日付切り替えにはNavelのカレンダーが使われている。